# L'avventura del velo grigio
L'avventura del velo grigio (The Veiled Adventure) è un film muto del 1919 diretto da Walter Edwards, una commedia che aveva come protagonista Constance Talmadge. Scritto e sceneggiato da Julia Crawford Ivers, il film aveva come altri interpreti Harrison Ford, Stanhope Wheatcroft, Rosita Marstini.

## Trama

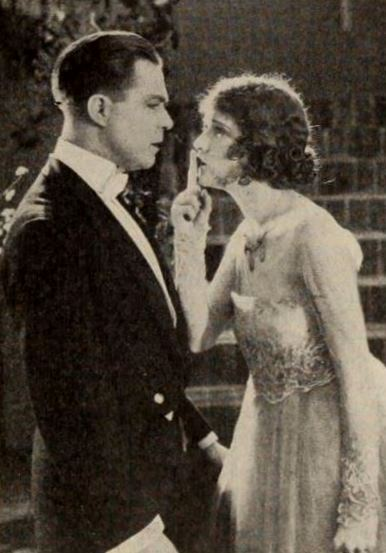
Harrison Ford e Constance Talmadge

Temendo, dopo aver trovato un velo nel suo soprabito, che il fidanzato Reginald abbia una relazione, Geraldine Barker punta le sue ricerche su mademoiselle Hortense, la proprietaria di un salone di bellezza, che la voce comune indica come la principale sospettata. Affitta allora il salone per una settimana, sperando che Reginald vi si rechi, in modo da smascherarlo. Hortense, però, usa la vacanza per fare un viaggio insieme a Reginald. A farsi fare la manicure, un giorno al salone arriva invece Dick Annesley, un mandriano del West, amico del fratello di Geraldine che ha delle idee ben precise su quello che potrebbero o non potrebbero fare le donne. Geraldine decide di fargli cambiare idea sulle sue convinzioni, tipo che le donne non debbano mai mentire o prendere soldi da un membro della famiglia. Ruba così i gioielli di sua sorella che Dick si offre di restituire, ma viene presa e deve mentire a suo padre. Un'altra cosa che le donne non dovrebbero fare, è quella di scappare con un uomo; così, quando Dick le propone la fuga, lei acconsente. Ma poi lo porta a una festa dove viene annunciato il suo fidanzamento con Reginald. Dick se ne va via, e lei allora rompe con il fidanzato. Quando, poi, però, lo ritrova sulla spiaggia, i due si riconciliano e lei accetta di essere sua moglie.

## Produzione
Il film fu prodotto dalla Select Pictures Corporation con il titolo di lavorazione The Grey Chiffon Veil. Dei disegni animati furono inseriti nelle didascalie del film.

## Distribuzione

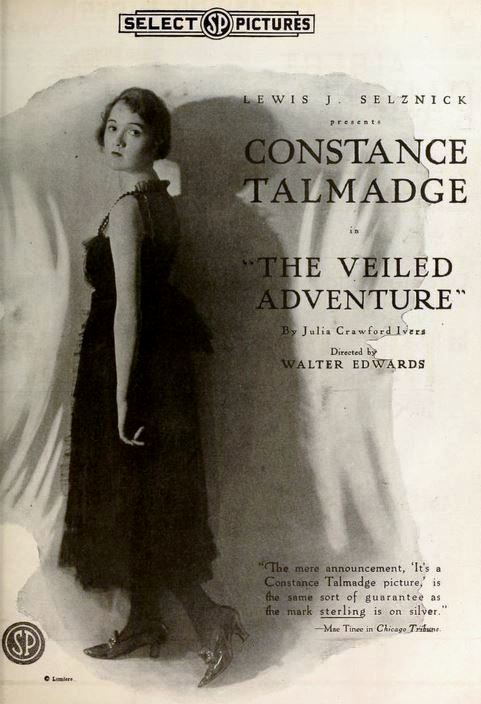
Pubblicità su Moving Picture World
(24 maggio 1919)

Il copyright del film, richiesto dalla Select Pictures Corp., fu registrato il 24 aprile 1919 con il numero LP13649.

Distribuito dalla Select Pictures Corporation, il film fu presentato in prima a New York l'11 maggio 1919, uscendo poi nelle sale il 6 luglio 1919. In Danimarca, fu distribuito il 20 dicembre 1920 con il titolo Constances manicure-salon, mentre in Svezia prese quello di Det beslöjade äventyret.
In Italia distribuito dalla Selznick Pictures ottenne nel luglio 1924 il visto di censura numero 19784.

### Conservazione
Copia incompleta della pellicola si trova conservata in un archivio privato.